# Chapelle des Angonnes
La chapelle des Angonnes, autrefois dénommé église ou chapelle Saint-Hugues, est une chapelle datant d'au moins 1238 reconstruite au XVIIIe siècle à Brié-et-Angonnes, dans le département de l'Isère. Elle est labellisée Patrimoine en Isère en 2007,.

## Historique
Dédiée à l'origine à Saint Hugues, il s'agit de l'ancienne église paroissiale médiévale d'Angonnes, construite en 1238 et reconstruite au milieu du XVIIe siècle. Celle-ci est ouverte au public lors des messes, lors des journées du patrimoine ou sur simple demande à la mairie pour des groupes de plus de dix personnes.
Le lieu-dit du « champ des Suisses » est situé entre l'oratoire et l'ancien presbytère au-dessous de la chapelle. C'est à cet endroit que furent recueillis les corps des combattants de la bataille de Jarrie, qui se déroula sur le plateau d'Herbeys.

## Situation et description

### Situation
Cette chapelle est située dans le village des Angonnes, ancienne paroisse, devenu un quartier de la commune et situé à l'ouest du quartier de Tavernolles, le long de la route RD112 qui relie ce quartier au bourg d'Herbeys.

### Description architecturale

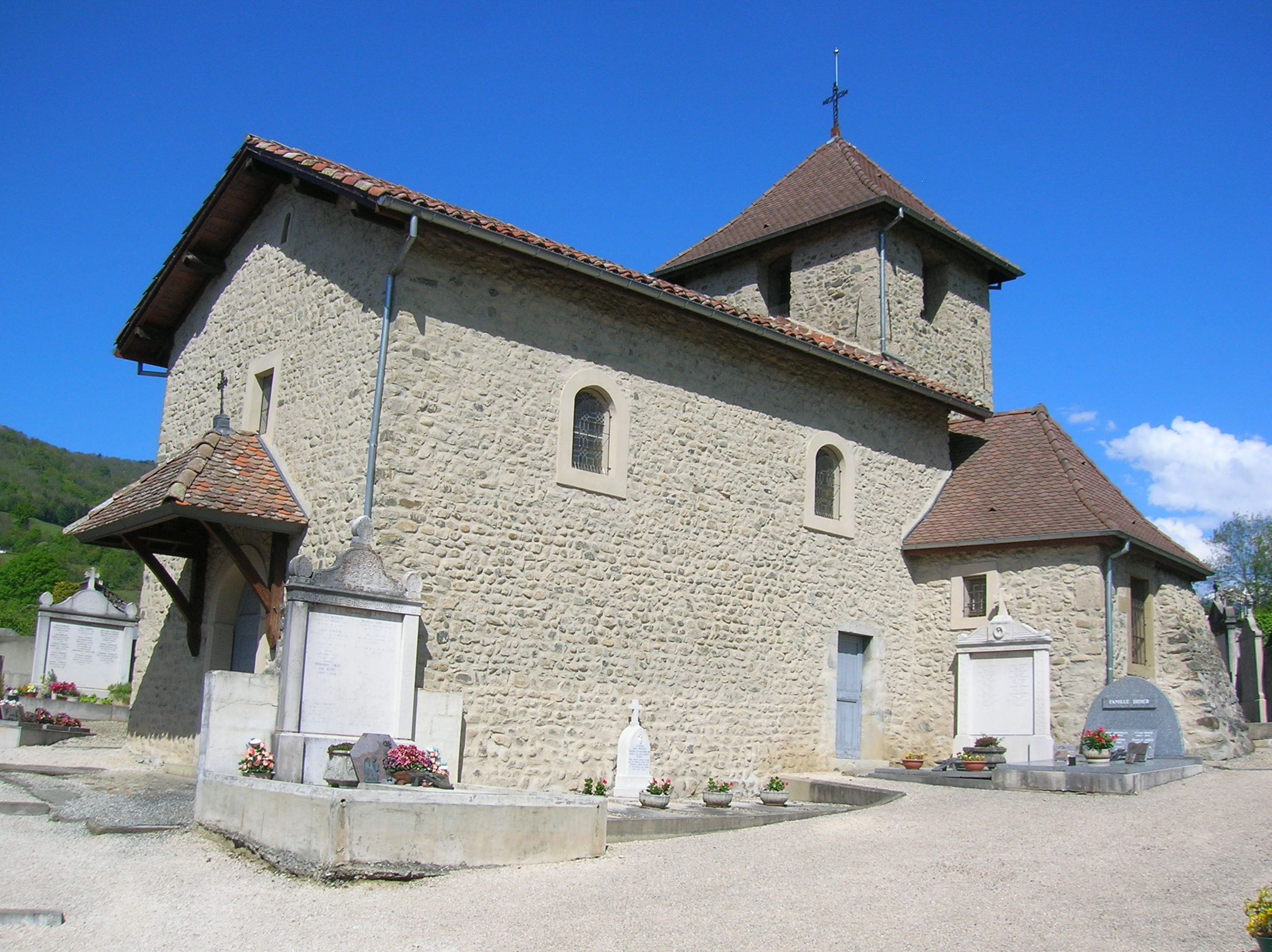
La chapelle et son cimetière

Décrite comme une église baroque en milieu rural, l'édifice, entourée par un petit cimetière, est de taille modeste et abrite en son sein un petit autel baroque réalisé en bois doré et polychrome et classé en tant que monument historique.
Dans la nef, le visiteur peut découvrit une série de toiles peintes est disposée, dont une copie de la pietà d’Annibal Carrache, une crucifixion peinte par l’artiste grenoblois Paul Dorival vers 1663 (classé Monument Historique), un autel du XVIIIe sièclee siècle consacré à la Vierge du Rosaire et une toile du même siècle représentant la Vierge donnant le Rosaire à Saint Dominique et à Sainte Catherine de Sienne. Un reliquaire en bois doré du XVIIIe siècle, œuvre de Nicolas Chapuis, artiste grenoblois, contient des reliques de Saint François de Sales et de Sainte Jeanne de Chantal.